# Osiris paraguayensis
Osiris paraguayensis är en biart som beskrevs av Shrottky 1915. Osiris paraguayensis ingår i släktet Osiris och familjen långtungebin. Inga underarter finns listade i Catalogue of Life.